# Еди Шукриу
Еди Шукриу (на албански: Edi Shukriu) е косовска археоложка и поетеса, политик от Демократическата лига на Косово.
Тя е професор в Прищинския университет и първата археоложка в Косово. Членува в Асоциацията на авторите на Косово от 1973 г. и в косовския PEN център от 2004 г. Създава първата регионална женска демократична организация – Форум на жените, съосновава „Демократична алтернатива на Косово“.

## Биография
Еди Шукриу е родена на 22 октомври 1950 г. в град Призрен, Социалистическа автономна област Косово, СР Сърбия, СФР Югославия. Завършва основното и средното си образование в родния си град. През 1972 г. завършва специалност „Археология“ във Философския факултет на Белградския университет и следдипломна квалификация в Белградския университет през 1979 г. Получава степента „доктор на историческите науки“ от Прищинския университет през 1990 г.
Ръководи археологически изследвания в древния римски град Улпиана (разположен близо до град Липлян в Косово) в периода 2006 – 2010 г.